# استانهوپ (آیووا)
استانهوپ (به انگلیسی: Stanhope) شهری در ایالت آیووا کشور ایالات متحده آمریکا است که جمعیت آن در سرشماری سال ۲۰۱۰ میلادی، ۴۲۲ نفر بوده است.